# Ucklums landskommun
Ucklums landskommun var en tidigare kommun i dåvarande Göteborgs och Bohus län.

## Administrativ historik
Kommunen inrättades i Ucklums socken i Inlands Nordre härad i Bohuslän när 1862 års kommunalförordningar trädde i kraft den 1 januari 1863.
Vid kommunreformen 1952 gick den upp i storkommunen Stenungsunds landskommun som 1971 ombildades till Stenungsunds kommun.

## Politik

### Mandatfördelning i Ucklums landskommun 1942-1946
| 8 | 12 |

| 19 |

| 6 | 14 |

| 17 | 3 |